# Salomon Jacob Salomon (Mediziner)
Salomon Jacob Salomon (auch Salomon Jakob Salomon; * 24. September 1801 in Schleswig; † 21. April 1862 ebenda) war ein deutscher Mediziner und Augenarzt.

## Leben
Salomon Jacob Salomon studierte an den Universitäten in Kiel und Berlin Medizin, spezialisierte sich an der Universität zu Berlin bei Johann Christian Jüngken in der Augenheilkunde,  promovierte 1823 mit seiner Dissertation De pupillae artificialis conformatione an der Christian-Albrechts-Universität zu Kiel und wirkte anschließend bis an sein Lebensende als praktischer Arzt und Augenarzt in Schleswig. 
Er war mit Caroline, geborene Mansfeld, verheiratet. Der Mediziner Max Salomon war der Sohn des Ehepaars.

## Schriften
- De pupillae artificialis conformatione. C.F. Mohr, Kiliae 1823
- Beitrag zu den Beobachtungen über das Eindringen fremder Körper in den Augapfel. In: Journal der Chirurgie und Augenheilkunde, 14, Berlin 1830, S. 457–467 (Digitalisat)
- Zur Hydropathie der Halskrankheiten. In: Journal für naturgemässe Gesundheitspflege und Heilkunde, 1856
- Beitrag zur Heilung des Diabetes mellitus. In: Allgemeine Medicinische Central-Zeitung , XXVI, 94, Berlin 1857, S. 746–747 (Digitalisat)